# Temp Kijów
Temp Kijów (ukr. СК «Темп» Київ) – ukraiński klub piłkarski z siedzibą w stolicy kraju, mieście Kijów, działający w latach 1951–1991.

## Historia
Chronologia nazw:
- 1951: Zespół Żowtnewoho rajonu Kijów (ukr. к-да Жовтневого району (Київ), ros. к-да Октябрьского района (Киев))
- 1960: Temp Kijów (ukr. «Темп» Київ, ros. «Темп» Киев)
- 1991: klub rozwiązano

Piłkarska drużyna Temp została założona w Kijowie w 1960 i reprezentowała Zakład Lotniczy Antonow (DAZ-12). Wcześniej w zakładzie istniał zespół Żowtnewoho rajonu, który reprezentował rejon Żowtnewy miasta i uczestniczył od 1951 roku w rozgrywkach o mistrzostwo i Puchar Kijowa.
Od 1960 roku organizowano baraże o prawo gry w Klasie B Mistrzostw ZSRR pomiędzy drużyną obwodu, która zajęła najniższą pozycję z klasy B a najlepszą drużyną mistrzostw obwodu (z wyjątkiem drużyn Klasy B z miejsc 1-3 w swojej grupie). Jako mistrz Kijowa w pierwszych barażach przegrał 0:0, 0:2 z Arsenałem Kijów. W 1961 i 1962 również przegrał z Arsenałem 1:2, 1:3 oraz 0:2, 3:2 odpowiednio. Dopiero jesienią 1963 w meczach barażowych o prawo gry w Klasie B zwyciężył w dwumeczu 2:2, 1:0 Arsenał Kijów i zamienił go w sezonie 1964 w rozgrywkach trzeciej ligi.
W 1964 zespół debiutował w Klasie B, strefie 1 Mistrzostw ZSRR, w której zajął 5.miejsce, a potem w turnieju finałowym Ukraińskiej SRR zdobył końcowe 10.miejsce. Również startował w rozgrywkach Pucharu ZSRR, ale odpadł już w pierwszej rundzie (1/8 finału strefy 1 Ukraińskiej SRR).
Pod koniec sezonu przywódcy Ukraińskiej SRR podjęli decyzję o skierowaniu wszystkich wysiłków, finansów i utalentowanych graczy na rozwój Dynama Kijów. Po zakończeniu sezonu 1964 klub z powodu braku dalszego finansowania zrezygnował z rozgrywek profesjonalnych.
Później jako zespół amatorski miejskiego zakładu lotniczego kontynuował występy w mistrzostwach Kijowa. Również w 1967, 1968 i 1969 brał udział w mistrzostwach Ukraińskiej SRR wśród amatorów, a w 1969 w rozgrywkach Pucharu Ukraińskiej SRR wśród amatorów.
Po rozpadzie ZSRR klub został rozwiązany.

## Sukcesy
- Klasa B Mistrzostw ZSRR:
  - 5 miejsce (1): 1964 (strefa 1)
- Puchar ZSRR:
  - 1/1024 finału (1):1964
- Mistrzostwa Ukraińskiej SRR:
  - 3.miejsce (2): 1967, 1968
- Mistrzostwa Kijowa:
  - mistrz (7): 1956, 1958, 1960, 1961, 1962, 1963, 1967
  - wicemistrz (1): 1959
- Puchar obwodu kijowskiego:
  - zdobywca (1): 1962
  - finalista (6): 1959, 1960, 1961, 1965, 1972, 1987.

## Znani piłkarze
- Ihor Czupenko
- Anatolij Konowałow
- Wałerij Mozhunow

## Trenerzy
...
- 1962–1964:  Zołtan Senhetowski
- 1964:  Wołodymyr Bohdanowicz
- 1965:  Ołeksandr Szczanow

...

## Inne
- Arsenał Kijów
- Dynamo Kijów